# Мульчен
Мульчен (ісп. Mulchén) — місто в Чилі. Адміністративний центр однойменної комуни. Населення - 21 819 осіб (2002). Місто і комуна входить до складу провінції Біобіо та регіону Біобіо.
Територія комуни – 1925,3 км². Чисельність населення - 28 882 мешканців (2007). Щільність населення - 15 чол./км².

## Розташування
Місто розташоване в 123 км південно-східніше адміністративного центру області — міста  Консепсьйон та за 30 км на північ від адміністративного центру провінції міста Лос-Анхелес.
Комуна межує:
- на півночі - з комуною Лос-Анхелес
- на північному сході — з комуною Санта-Барбара
- на сході — з комуною Кілако
- Півдні — з комуною Кольїпульї
- на заході — з комунами Ренайко і Негрете

## Демографія
Згідно з даними, зібраними під час перепису Національним інститутом статистики, населення комуни становить 28 882 особи, з яких 14 389 чоловіків та 14 493 жінки.
Населення комуни становить 1,46% від загальної чисельності населення регіону Біобіо. 23,48% належить до сільського населення та 76,52% - міське населення.